# Ajuchitlán del Progreso
Ajuchitlán del Progreso (del náhuatl: atl, xochitl, tlan ‘agua, flor, locativo’‘agua florida o agua con flores’) es una ciudad mexicana del estado de Guerrero. Según el censo de 2020, tiene una población de 6537 habitantes.
Ajuchitlán cuenta con dos ríos, el río balsas y el río truchas, que abastatecen de agua al municipio.
Está ubicada al noroeste del estado, en la región de Tierra Caliente. Es cabecera del municipio homónimo. La ciudad es atravesada por la carretera estatal número 2, que comunica a la ciudad de Coyuca de Catalán con la población de San Miguel Totolapan.

## Toponimia
Su nombre primitivo fue Thitichuc Umo, que en lengua cuitlateca significa agua con flores. A principios del siglo XVI le llamaron Xochitlán, que en náhuatl significa lo mismo, nombre que se transforma en Asochitlán y Asuchitlán hasta quedar Ajuchitlán.

## Historia
Ajuchitlán pagaba tributos a los españoles, de acuerdo a diversos documentos del Archivo General de la Nación y que se pueden consultar en "Historia de Tierra Caliente" y en "Crónicas de Tierra Caliente" de Alfredo Mundo Fernández. Dicen estas obras que en 1528 fue creada su encomienda y confiscada seis años después, en que pasa a la Corona. En 1579 este pueblo era la cabecera de la Jurisdicción de Ajuchitlán y el Corregidor era Diego Garcés, que de acuerdo a la orden dada por el Virrey escribe la "Relación de Ajuchitlán", con la colaboración del conocedor de las lenguas tarasca y cuitlateca Antón de Rodas y con las aportaciones históricas verbales de los indios más viejos de los principales pueblos del Corregimiento. Esta relación forma parte de "Las Relaciones Geográficas de Michoacán" y trata sobre las principales cabeceras de la región: Ajuchitlán, Coyuca, Cutzamala y Pungarabato. Dice "Crónicas de Tierra Caliente" que en esta relación se asevera que el rey de Michoacán tenía una guarnición y gente de guerra en "esta jurisdicción", por lo que erróneamente se ha pensado que estaba en Ajuchitlán; en realidad la guarnición estaba en Cutzamala, que pertenecía a la Jurisdicción de Ajuchitlán. Esto lo dice "La Relación de Zirándaro y Guayameo" de 1579 y que pertenece a "Las Relaciones Geográficas de la Diócesis de Michoacán", y lo aclara tanto "Historia de Tierra Caliente" como "Crónicas de Tierra Caliente".
Sigue diciendo "Historia de Tierra Caliente" que cuando a fines del siglo XVI se descubren las minas de Capulalcolulco al Sur de San Miguel Totolapan, la Jurisdicción se pasa a llamar "Jurisdicción de Tetela" pero años después vuelve a recuperar su nombre original. Ajuchitlán fue la primera cabecera del distrito de Mina al formarse el estado de Guerrero en 1849. En la guerra de Reforma es incendiada y Cutzamala de Pinzón pasa a ser la segunda cabecera, pero al ser incendiada también en junio de 1860 pasa la categoría a Tlalchapa, hasta que en enero de 1861 se nombra a Coyuca de Catalán como nueva cabecera, pero transcurrieron más de 20 años para que el gobierno de Guerrero lo aceptara. Por eso en "México Pintoresco, Artístico y Monumental" de 1883 de Manuel Rivera Cambas se dice que la cabecera del Distrito de Mina era Tlalchapa.
Ajuchitlán tuvo una gran participación en la Guerra de Independencia y los múltiples sucesos en que participa se pueden consultar en los dos libros del Ing. Alfredo Mundo Fernández; también tiene una parte muy activa en la Reforma y la Revolución mexicana de 1910 y se pueden consultar en los citados libros. Dentro de este último movimiento, destaca el general Custodio Hernández, que era zapatista o salgadista, contrario a los maderistas que en la región encabezaba el general Cipriano Jaimes, que radicaba en Pungarabato. Al revolucionario Custodio Hernández se le caracteriza por ser de los más destacados en lucha de la región. Muere en un encuentro con las tropas de Miguel Heras cerca de Tlapehuala, en el lugar llamado La Cascalotera. Dice Crónicas de Tierra Caliente que el general Custodio Hernández participa en el ataque a Cutzamala en 1912 junto al general Jesús H. Salgado, el general Álvaro Lagunas y una tropa de Los Pronunciados. Después nuevamente ataca a Cutzamala con los generales Jesús H. Salgado, Nabor Mendoza El Coyote, Felipe Armenta y los caudillos más importantes de la región, apoyados también por un contingente del Estado de México al mando del temible general Inocencio Quintanilla, y una tropa de pronunciados de más de tres mil hombres según un telegrama del general Cipriano Jaimes al presidente de la república. El general Custodio Hernández era un gran conocedor de caballos y los dominaba a la perfección.

## Demografía

### Población
Según los datos que arrojó el Censo de Población y Vivienda realizado por el Instituto Nacional de Estadística y Geografía en 2020, la localidad de Ajuchitlán del Progreso cuenta con un total de 6537 habitantes. De dicha cantidad, 3196 son hombres y 3341 son mujeres.
| Población histórica de Ajuchitlán del Progreso |
|                                                |
| Fuente:Inegi.                                  |